# Црна Глава
Црна Глава је насеље у Србији у општини Рашка у Рашком округу. Према попису из 2022. било је 103 становника.

## Историја
Црна Глава је 1890. године село у Студеничком срезу. Године 1901. по новој административној подели Краљевине Србије, Црна Глава је село у општини Бањска, у срезу Студеничком. Уз Црну Главу су део села и засеоци: Вележ, Боће и Чомале.

## Демографија
У насељу Црна Глава живи 216 пунолетних становника, а просечна старост становништва износи 50,6 година (47,9 код мушкараца и 53,7 код жена). У насељу има 89 домаћинстава, а просечан број чланова по домаћинству је 2,76.
Ово насеље је у потпуности насељено Србима (према попису из 2002. године), а у последња три пописа, примећен је пад у броју становника.
|  |

| Демографија | Демографија | Демографија |
| Година      | Становника  | Становника  |
| ----------- | ----------- | ----------- |
| 1948.       | 674         |             |
| 1953.       | 701         |             |
| 1961.       | 675         |             |
| 1971.       | 609         |             |
| 1981.       | 484         |             |
| 1991.       | 358         | 338         |
| 2002.       | 246         | 288         |

| Етнички састав према попису из 2002.‍ | Етнички састав према попису из 2002.‍ | Етнички састав према попису из 2002.‍ | Етнички састав према попису из 2002.‍ | Етнички састав према попису из 2002.‍ |
| ------------------------------------ | ------------------------------------ | ------------------------------------ | ------------------------------------ | ------------------------------------ |
|                                      |                                      |                                      |                                      |                                      |
| Срби                                 | Срби                                 |                                      | 246                                  | 100,0%                               |
| непознато                            | непознато                            |                                      | 0                                    | 0,0%                                 |

| Година пописа     | 1948. | 1953. | 1961. | 1971. | 1981. | 1991. | 2002. |
| ----------------- | ----- | ----- | ----- | ----- | ----- | ----- | ----- |
| Број домаћинстава | 67    | 80    | 93    | 104   | 104   | 101   | 89    |

| Број чланова      | 1  | 2  | 3  | 4  | 5 | 6 | 7 | 8 | 9 | 10 и више | Просек |
| ----------------- | -- | -- | -- | -- | - | - | - | - | - | --------- | ------ |
| Број домаћинстава | 19 | 34 | 11 | 11 | 7 | 4 | 2 | 0 | 1 | 0         | 2,76   |

| Пол    | Укупно | Неожењен/Неудата | Ожењен/Удата | Удовац/Удовица | Разведен/Разведена | Непознато |
| ------ | ------ | ---------------- | ------------ | -------------- | ------------------ | --------- |
| Мушки  | 116    | 30               | 73           | 12             | 1                  | 0         |
| Женски | 103    | 5                | 72           | 25             | 1                  | 0         |
| УКУПНО | 219    | 35               | 145          | 37             | 2                  | 0         |

| Пол    | Укупно                    | Пољопривреда, лов и шумарство | Рибарство                            | Вађење руде и камена | Прерађивачка индустрија       |
| ------ | ------------------------- | ----------------------------- | ------------------------------------ | -------------------- | ----------------------------- |
| Мушки  | 66                        | 50                            | 0                                    | 1                    | 3                             |
| Женски | 27                        | 25                            | 0                                    | 0                    | 0                             |
| УКУПНО | 93                        | 75                            | 0                                    | 1                    | 3                             |
| Пол    | Производња и снабдевање   | Грађевинарство                | Трговина                             | Хотели и ресторани   | Саобраћај, складиштење и везе |
| Мушки  | 0                         | 1                             | 0                                    | 0                    | 4                             |
| Женски | 0                         | 0                             | 0                                    | 1                    | 0                             |
| УКУПНО | 0                         | 1                             | 0                                    | 1                    | 4                             |
| Пол    | Финансијско посредовање   | Некретнине                    | Државна управа и одбрана             | Образовање           | Здравствени и социјални рад   |
| Мушки  | 0                         | 3                             | 1                                    | 3                    | 0                             |
| Женски | 0                         | 0                             | 0                                    | 0                    | 1                             |
| УКУПНО | 0                         | 3                             | 1                                    | 3                    | 1                             |
| Пол    | Остале услужне активности | Приватна домаћинства          | Екстериторијалне организације и тела | Непознато            | Непознато                     |
| Мушки  | 0                         | 0                             | 0                                    | 0                    | 0                             |
| Женски | 0                         | 0                             | 0                                    | 0                    | 0                             |
| УКУПНО | 0                         | 0                             | 0                                    | 0                    | 0                             |